# Министр обороны Вьетнама
Министр обороны Вьетнама (вьет. Danh sách Bộ trưởng Bộ Quốc phòng Việt Nam) — член правительства Вьетнама, возглавляющий министерство обороны. С 8 апреля 2021 года министром обороны является Фан Ван Зянг. Ниже приводится список министров обороны, начиная с создания Демократической Республики Вьетнам в 1945 году.

## Список министров обороны
| No.                                                                          | Ранг в политбюро ЦК КПВ                                        | Фамилия (годы жизни)                                           | Фото                                                           | Вступление в должность                                         | Уход с должности                                               | Премьер-министр                                                |
| Министр обороны Демократической Республики Вьетнам (1945—1976)               | Министр обороны Демократической Республики Вьетнам (1945—1976) | Министр обороны Демократической Республики Вьетнам (1945—1976) | Министр обороны Демократической Республики Вьетнам (1945—1976) | Министр обороны Демократической Республики Вьетнам (1945—1976) | Министр обороны Демократической Республики Вьетнам (1945—1976) | Министр обороны Демократической Республики Вьетнам (1945—1976) |
| ---------------------------------------------------------------------------- | -------------------------------------------------------------- | -------------------------------------------------------------- | -------------------------------------------------------------- | -------------------------------------------------------------- | -------------------------------------------------------------- | -------------------------------------------------------------- |
| 1                                                                            | —                                                              | Тю Ван Тан (1909—1984)                                         |                                                                | 8 мая 1945                                                     | март 1946                                                      | Хо Ши Мин                                                      |
| 2                                                                            | —                                                              | Фан Ань (1912—1990)                                            |                                                                | март 1946                                                      | 11 мая 1946                                                    | Хо Ши Мин                                                      |
| 3                                                                            | —                                                              | Во Нгуен Зяп (1911—2013)                                       |                                                                | 11 мая 1946                                                    | 8 мая 1947                                                     | Хо Ши Мин                                                      |
| 4                                                                            | —                                                              | Та Куанг Быу (1910—1986)                                       |                                                                | 8 мая 1947                                                     | 8 мая 1948                                                     | Хо Ши Мин                                                      |
| 5                                                                            | 5                                                              | Во Нгуен Зяп (1911—2013)                                       |                                                                | 8 мая 1948                                                     | 2 июля 1976                                                    | Хо Ши Мин                                                      |
| 5                                                                            | 5                                                              | Во Нгуен Зяп (1911—2013)                                       | Фам Ван Донг                                                   | 8 мая 1948                                                     | 2 июля 1976                                                    |                                                                |
| 5                                                                            | 7                                                              | Во Нгуен Зяп (1911—2013)                                       |                                                                | 8 мая 1948                                                     | 2 июля 1976                                                    |                                                                |
| Министр обороны Республики Южный Вьетнам (1969—1976)                         |                                                                |                                                                |                                                                |                                                                |                                                                |                                                                |
| —                                                                            | —                                                              | Чан Нам Чунг (1912—2009)                                       | —                                                              | 8 июня 1969                                                    | 2 июля 1976                                                    | Хюинь Тан Фат                                                  |
| Министр обороны Социалистической республики Вьетнам (1976 — настоящее время) |                                                                |                                                                |                                                                |                                                                |                                                                |                                                                |
| 5                                                                            | 4                                                              | Во Нгуен Зяп (1911—2013)                                       |                                                                | 2 июля 1976                                                    | февраль 1980                                                   | Фам Ван Донг                                                   |
| 6                                                                            | 6                                                              | Ван Тьен Зунг (1917—2002)                                      |                                                                | февраль 1980                                                   | 16 февраля 1987                                                | Фам Ван Донг                                                   |
| 6                                                                            | —                                                              | Ван Тьен Зунг (1917—2002)                                      |                                                                | февраль 1980                                                   | 16 февраля 1987                                                | Фам Ван Донг                                                   |
| 7                                                                            | 6                                                              | Ле Дык Ань (1920-2019)                                         |                                                                | 16 февраля 1987                                                | 9 августа 1991                                                 | Фам Ван Донг                                                   |
| 7                                                                            | 6                                                              | Ле Дык Ань (1920-2019)                                         | Фам Хунг                                                       | 16 февраля 1987                                                | 9 августа 1991                                                 |                                                                |
| 7                                                                            | 6                                                              | Ле Дык Ань (1920-2019)                                         | До Мыой                                                        | 16 февраля 1987                                                | 9 августа 1991                                                 |                                                                |
| 8                                                                            | 5                                                              | Доан Кхюэ (1923—1999)                                          |                                                                | 9 августа 1991                                                 | 29 декабря 1997                                                | До Мыой                                                        |
| 8                                                                            | 5                                                              | Доан Кхюэ (1923—1999)                                          | Во Ван Киет                                                    | 9 августа 1991                                                 | 29 декабря 1997                                                |                                                                |
| 8                                                                            | 6                                                              | Доан Кхюэ (1923—1999)                                          |                                                                | 9 августа 1991                                                 | 29 декабря 1997                                                |                                                                |
| 9                                                                            | 5                                                              | Фам Ван Ча (р. 1935)                                           |                                                                | 29 декабря 1997                                                | 28 июня 2006                                                   | Фан Ван Кхай                                                   |
| 9                                                                            | 11                                                             | Фам Ван Ча (р. 1935)                                           |                                                                | 29 декабря 1997                                                | 28 июня 2006                                                   | Фан Ван Кхай                                                   |
| 10                                                                           | 8                                                              | Фунг Куанг Тхань (1949-2021)                                   |                                                                | 28 июня 2006                                                   | 8 апреля 2016                                                  | Нгуен Тан Зунг                                                 |
| 10                                                                           | 2                                                              | Фунг Куанг Тхань (1949-2021)                                   |                                                                | 28 июня 2006                                                   | 8 апреля 2016                                                  | Нгуен Тан Зунг                                                 |
| 11                                                                           | -                                                              | Нго Суан Лить (р. 1954)                                        |                                                                | 9 апреля 2016                                                  | 7 апреля 2021                                                  | Нгуен Суан Фук                                                 |
| 11                                                                           | 6                                                              | Нго Суан Лить (р. 1954)                                        |                                                                | 9 апреля 2016                                                  | 7 апреля 2021                                                  | Нгуен Суан Фук                                                 |
| 12                                                                           | -                                                              | Фан Ван Зянг (р. 1960)                                         |                                                                | 8 апреля 2021                                                  |                                                                | Фам Минь Тинь                                                  |
| 12                                                                           | 12                                                             | Фан Ван Зянг (р. 1960)                                         |                                                                | 8 апреля 2021                                                  |                                                                | Фам Минь Тинь                                                  |